# پروشتیتسا
پروشتیتسا شهری در استان پلوودیو کشور بلغارستان است که جمعیت آن در سال ۲۰۰۱ میلادی ۵٬۳۸۵ نفر بوده‌است.

## نگارخانه

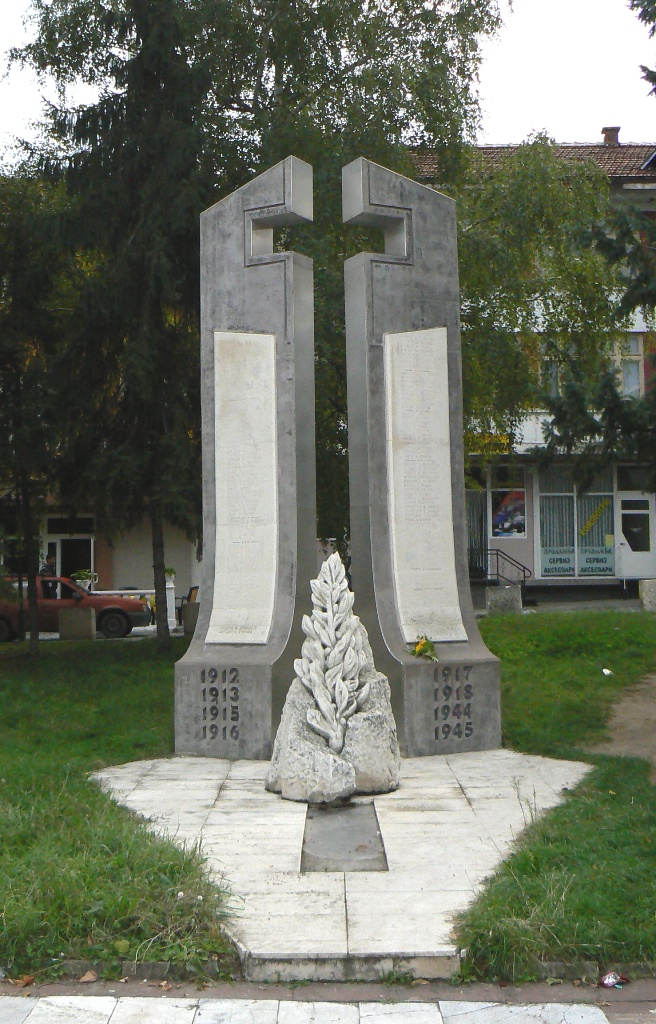
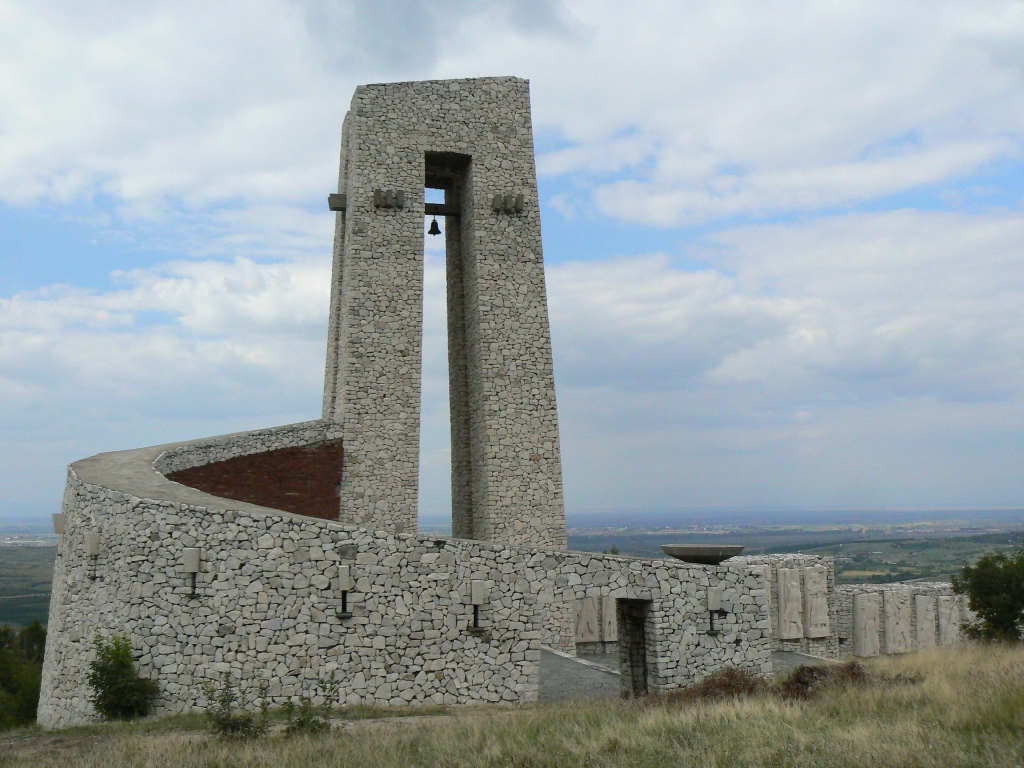
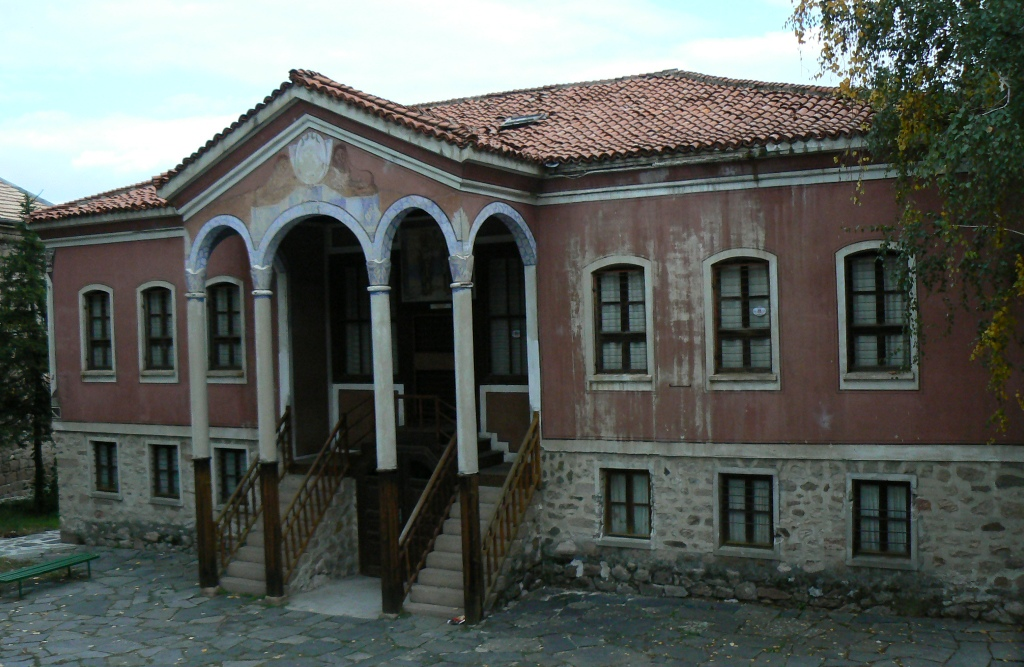
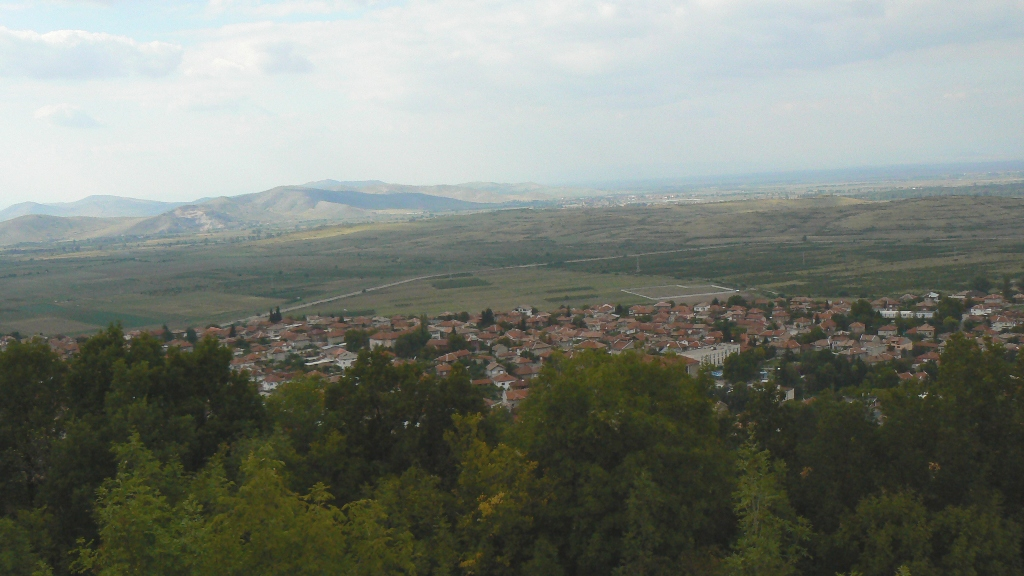
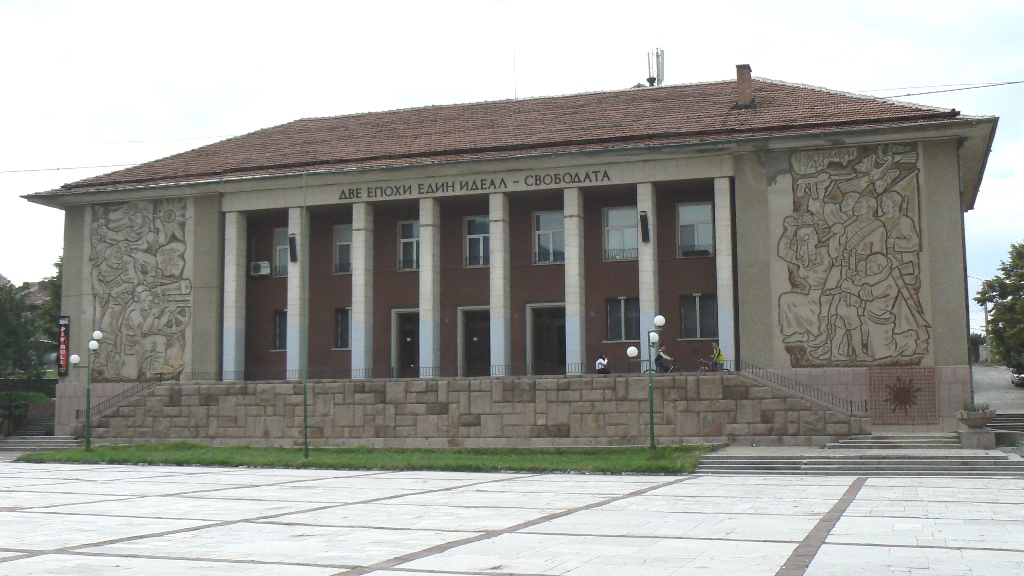
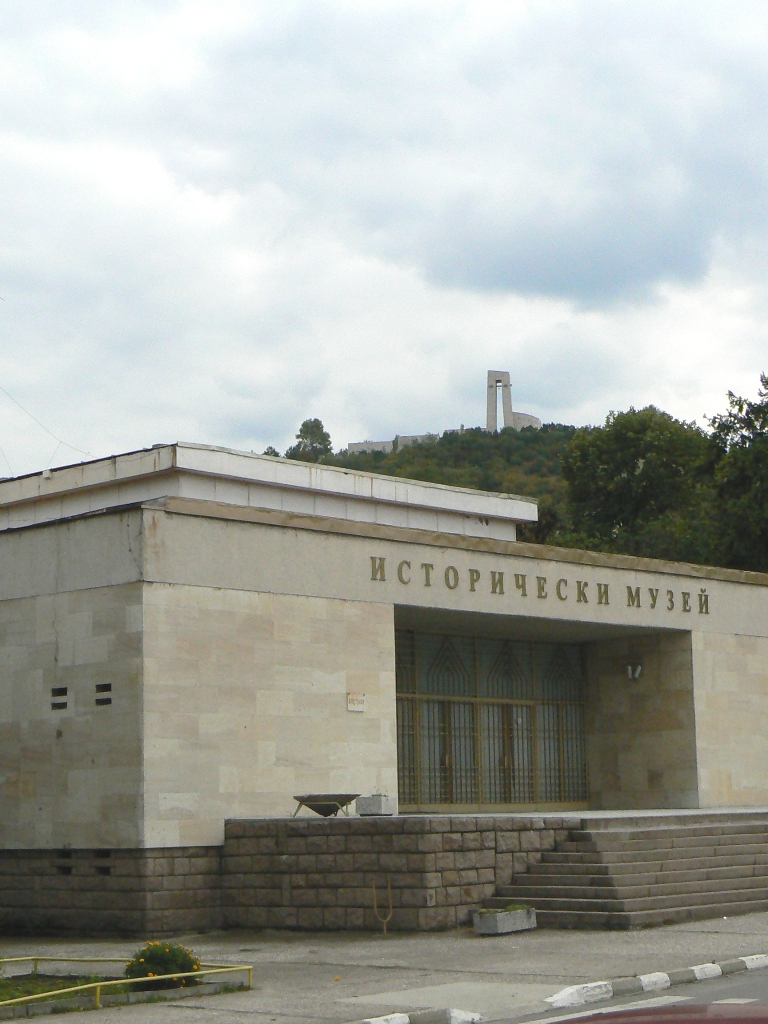